# Lenda da lampreia dourada
A "Lampreia Dourada" é uma lenda popular, transmitida por tradição oral, da região de Arbo, na província de Pontevedra, Galiza, referente a eventos de origem folclórica na fronteira com a vila de Melgaço, no norte de Portugal.

## Contexto Histórico

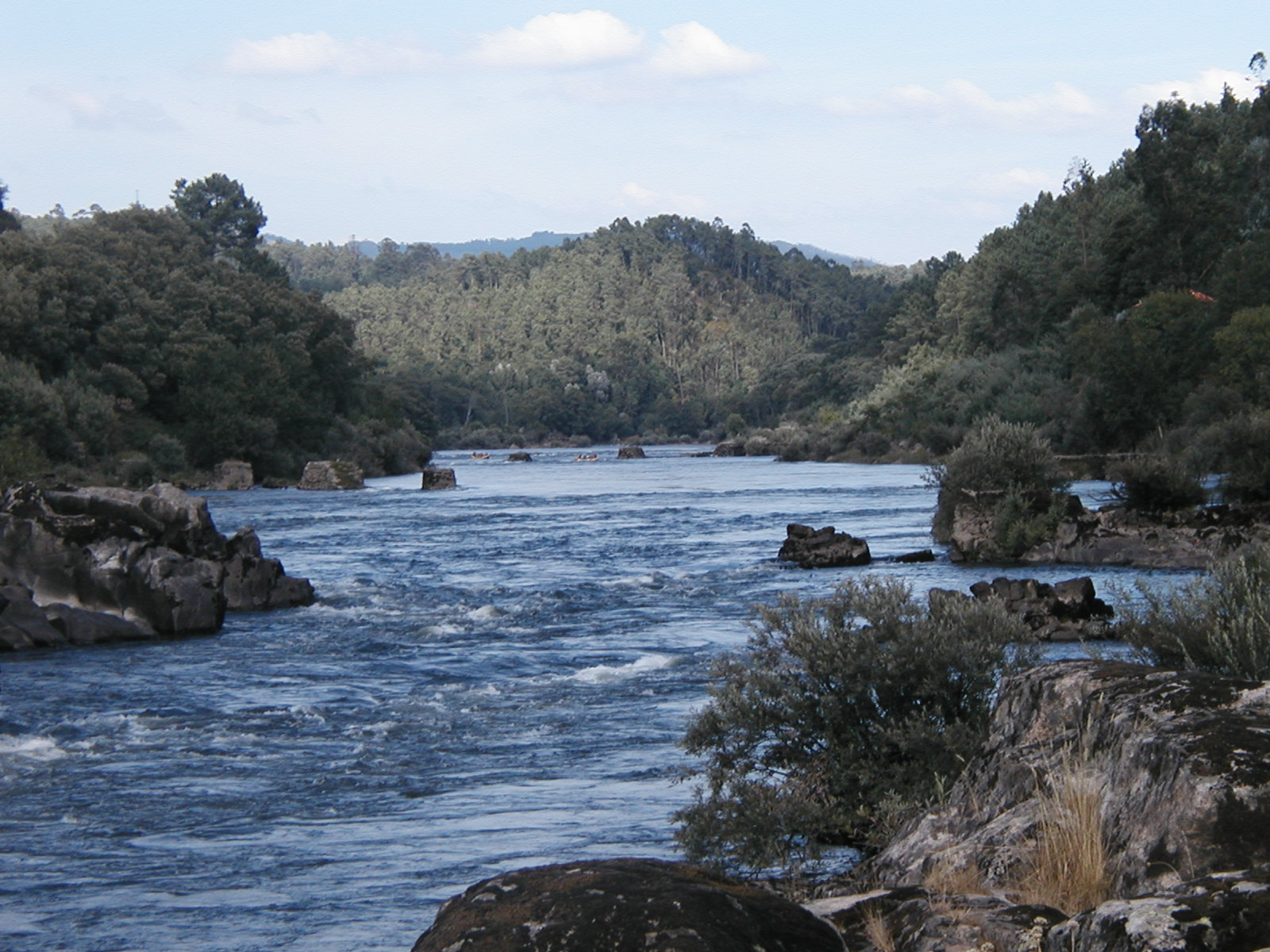
Margem galega (Arbo, Pontevedra) e portuguesa (Peso, Melgaço) do Rio Minho

Após a Invasão Muçulmana na Península Ibérica e a tomada de quase todo o Reino Visigótico pelos mouros, resistindo às suas investidas, apenas escapou uma parte das Astúrias, povoada por hispano-godos e lusitano-suevos que haviam procurado refúgio ou ali residiam. Liderados por Pelágio, uniram-se, criaram novas alianças e fundaram o Reino das Astúrias, começando a Reconquista cristã pelos territórios ocupados. Esta só terminaria, em território português, com a conquista do Algarve por D. Afonso III em 1249, e em Espanha apenas em 1452, durante o reinado da rainha Isabel de Castela e do rei Fernando II de Aragão, conhecidos como os Reis Católicos.
No território que é hoje a Galiza e o Norte de Portugal, este período caracterizou-se como algo curto, estando no ano de 809 já sob o domínio cristão. No entanto, o legado dos muçulmanos por estas terras também deixou influências, perdurando no folclore regional as histórias das aparições sobrenaturais de belas mas perigosas mulheres, conhecidas como as mouras encantadas.
A lenda da Lampreia Dourada, conhecida como "Lamprea Rubia" em terras galegas, é uma dessas histórias. Transmitida essencialmente por tradição oral ao longo dos séculos, sendo quase inexistentes quaisquer registos escritos ou publicados sobre a lenda, reflecte o misticismo próprio das terras raianas da região. Hoje em dia, encontra-se em perigo de cair no esquecimento, devido ao despovoamento da zona.
Na bandeira do município de Arbo, um dos símbolos mais emblemáticos, para além de um cacho de uvas, símbolo da produção de vinho na zona, é ainda a mítica lampreia dourada sobre um fundo azul, representando o rio Minho que banha a pequena povoação.

## Lenda
Em noites de lua cheia, na encosta do rio Minho em frente a Arbo, na parte portuguesa, os mais velhos contavam que era costume ver uma bela moura de longos cabelos dourados a acariciar um grande peixe, brilhante como se fosse todo ele de ouro, enquanto levantava a cabeça das águas do rio. Contavam ainda que a beleza da donzela era tremenda e que esta passava as noites na margem a pentear-se com o seu pente de ouro ou a cantar uma triste melodia, enquanto o peixe serpenteava na água, sempre de perto a vigia-la ou contempla-la. Segundo a lenda, dizia-se que em outros tempos os dois tinham vivido um amor proibido, sendo depois condenados à morte e as suas almas amaldiçoadas. Ele, ora em tempos um belo cavaleiro de cabelos claros havia sido transformado numa lampreia dourada, e ela que estava prometida a outro senhor, seria condenada a ter forma física apenas nas noites de lua cheia, sem poder viver o seu amor ou quebrar a maldição do seu amante.
Os mais audazes de Melgaço e Arbo cruzavam o rio numa barca, sempre em noites de luar, em busca da aparição dourada com o seu longo vestido de fina seda, uns para a conquistar, outros para a roubar. Contudo nunca ninguém havia conseguido aproximar-se ou obter uma prova da sua existência.
Em Agosto, numa noite de lua cheia, Rui, um jovem português do Peso, na freguesia de Paderne, desapareceu. No dia seguinte, os amigos que, na noite anterior, tinham-no visto na taberna, contaram que o homem já meio embriagado tinha decidido ir buscar uma lâmpada a óleo a casa e pôs-se a percorrer os bancos do rio em busca da donzela de cabelos dourados, com o propósito de fazê-la apaixonar-se por ele, vender o seu pente de ouro, e com o dinheiro montar uma pousada onde a sua apaixonada cozinharia e atenderia os clientes que viajariam de todos os cantos da Galiza e de Portugal para comprovar com os seus próprios olhos a existência da mítica moura encantada, pagando avolumadas quantias de dinheiro.
Nesse mesmo dia, a lâmpada de Rui apareceu em cima de uma rochas junto ao rio, na margem portuguesa, e dias depois o seu cadáver foi encontrado a boiar mais abaixo, por alguns pescadores que montavam as suas pesqueiras. Os que o tiraram do rio contaram que eram visíveis marcas de pequenos dentes aguçados na garganta, em forma de um círculo perfeito, semelhantes aos da boca de uma lampreia. Contudo, o que mais os transtornou, foi o facto de no rosto do pobre homem existir um estranho ar de satisfação.
O que se sucedeu nessa noite ninguém realmente soube, mas tanto de um lado como do outro da fronteira, não faltaram histórias sobre o desfecho do jovem melgacense.